# 산토도밍고에스테

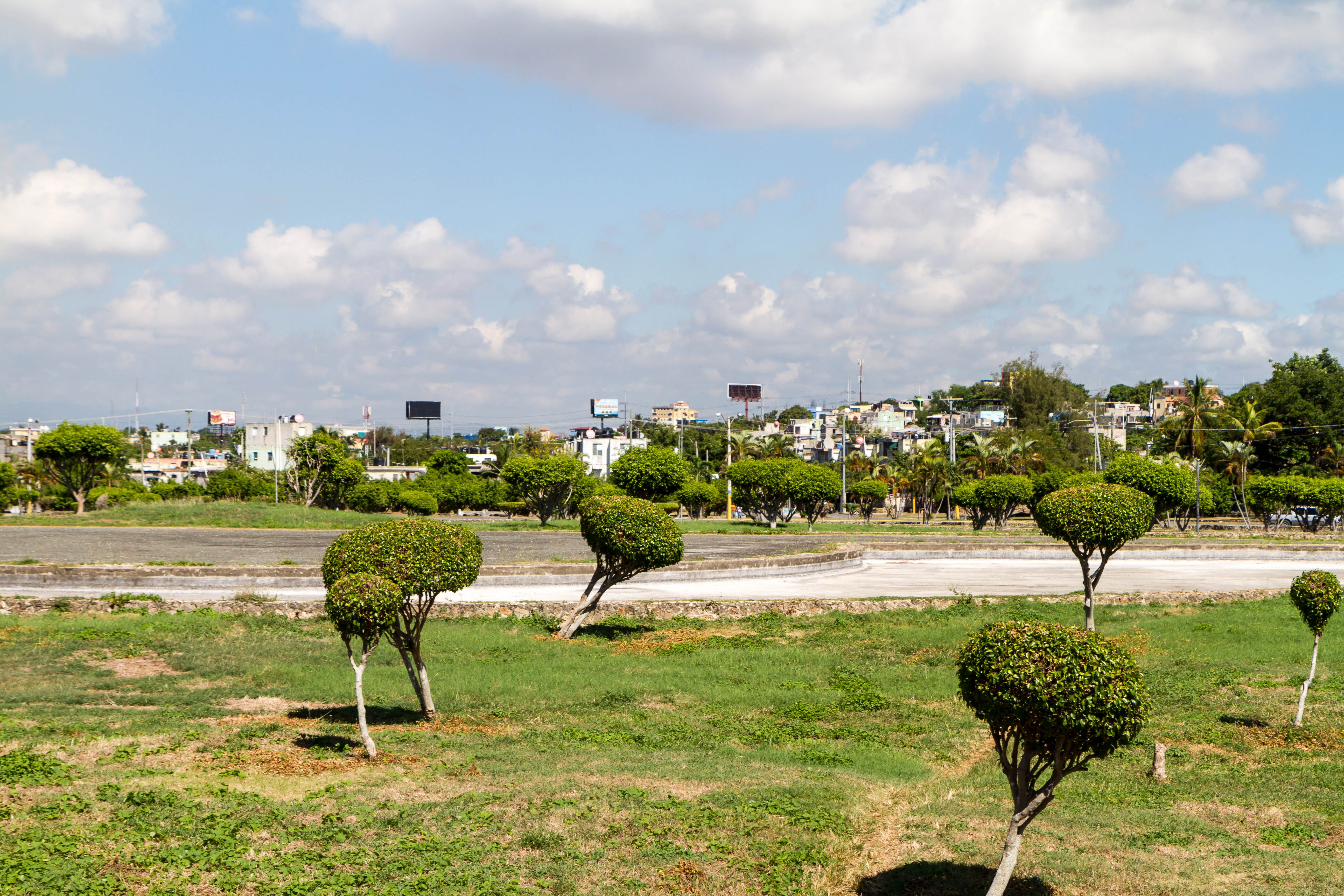

산토도밍고에스테(스페인어: Santo Domingo Este)는 도미니카 공화국의 도시로 산토도밍고 주의 주도이며 면적은 106.29km2, 인구는 701,269명(2012년 기준), 인구 밀도는 6,600명/km2이다. 도미니카 공화국의 수도인 산토도밍고와 오자마강의 동쪽에 위치한다.